# Piqua (Kansas)
Piqua é uma comunidade não registrada em Woodson County, Kansas, Estados Unidos. No censo de 2020, a população da comunidade e áreas próximas era de 90.

## História
Piqua teve seu início no ano de 1882 com a construção das ferrovias através do território e está situada na junção da Missouri Pacific Railroad e da Missouri-Kansas-Texas Railroad. Foi nomeado após a cidade de Piqua, Ohio. A primeira agência postal de Piqua foi fundada em março de 1882.

## Geografia
Piqua está localizada na US Route 54 e fica a leste da US Route 75. Piqua está localizada entre as cidades de Yates Center e Iola.

## Dados demográficos
Para fins estatísticos, o United States Census Bureau definiu Piqua como um local designado pelo censo (CDP).

## Pessoas notáveis
- Buster Keaton (1895 – 1966) - aclamado ator e diretor de cinema. Ele nasceu em Piqua enquanto sua mãe estava viajando.
- Fred Kipp - arremessador da liga principal de beisebol entre 1957 e 1960 com os Dodgers e Yankees.